# Nene Hieda
Nene Hieda (稗田寧々?, Hieda Nene; Prefettura di Kanagawa, 15 gennaio 1997) è un'attrice, doppiatrice e cantante giapponese.
Come doppiatrice, è affiliata alla 81 Produce. È anche membro del gruppo idol Dialogue+.

## Ruoli

### Anime
2018
- Pop Team Epic come Girlfriend (episode 6)[2]
- Yowamushi Pedal Glory Line come studentessa (episode 10)[2]
- Gundam Build Divers come Momoka Yashiro
- Real Girl come studentessa (episode 6)[2]
- Kiratto Pri Chan come Amechans[2]
- How Not to Summon a Demon Lord come Friend (episode 7)[2]
- Layton Mystery Tanteisha: Katori no Nazotoki File come Nero (young, episode 21)[2]

2019
- Kakegurui – Compulsive Gambler come Vice Chairman of Election Administration, Gal student B (episode 9)[2]
- We Never Learn come Schoolgirl A, Schoolgirl B[2]
- Wasteful Days of High School Girls come Boy (episode 3)[2]
- Mix: Meisei Story come studentessa C (episode 16)[2]

2020
- 22/7 come studente (episode 11)[2]
- The Misfit of Demon King Academy come Misa Ilioroagu
- Warlords of Sigrdrifa come Miyako Muguruma

2021
- Bottom-tier Character Tomozaki come Yuzu Izumi

2022
- Cue! come Maika Takatori (videogioco)
- Skeleton Knight in Another World come Ponta[3]
- Love After World Domination come Misaki Jingūji[4]

2023
- The Reincarnation of the Strongest Exorcist in Another World come Amu[5]
- Ippon Again! come Anna Nagumo[6]
- Too Cute Crisis come Nazuna Endō[7]

2024
- Chained Soldier come Yachiho Azuma[8]
- Kaiju No. 8 come Akari Minase

2025
- Solo Leveling come Akari Shimizu

TBA
- Bottom-tier Character Tomozaki 2nd Stage come Yuzu Izumi[9]

### Videogiochi
2012
- Senran Kagura: New Wave (Ranmaru)

2017
- Shinobi Master Senran Kagura: New Link (Ranmaru)